# Piast Gliwice
Piast Gliwice este unclub de fotbal din Gliwice, Polonia.Echipa susține meciurile de acasă pe Stadion Piasta Gliwice cu o capacitate de 10.037 de locuri.